# WUSA-TV
WUSA-TV est une station de télévision américaine affiliée au réseau de télévision CBS fondée en 1949. Elle est la propriété de Tegna Inc. Ses studios et son émetteur sont basés à Tenleytown (en), quartier historique de Washington DC.

## Télévision numérique terrestre
| Canal virtuel | Image | Ratio | Programmation                          |
| ------------- | ----- | ----- | -------------------------------------- |
| 9.1           | 1080i | 16:9  | Programmation principale WUSA / CBS HD |
| 9.2           | 480i  | 4:3   | Justice Network (en)                   |